# Серно-Соловйович Микола Олександрович
Серно-Соловйович Микола Олександрович (13 (25) грудня 1834, Петербург — 14 (26) лютого 1866, Іркутськ) — російський революціонер і публіцист. Один з організаторів «Землі і волі». Брат Олександра Серно-Соловйовича.

## Біографія
Закінчив Олександрівський ліцей у Петербурзі (1853). В 1853—59 — на державній службі. В 1860 за кордоном зблизився з О. І. Герценом і М. П. Огарьовим, співпрацював у виданнях Вільної російської друкарні. Восени 1861 — навесні 1862 в Петербурзі був членом ЦК "Землі і волі", один з авторів її програмних документів, сприяв розвиткові зв'язків між петербурзьким і лондонським центрами російського визвольного руху. Став одним з найближчих соратників М. Г. Чернишевського. Мав зв'язки з революційними демократами України. Заарештований 7 (19) липня 1862, ув'язнений у Петропавловській фортеці, за "процесом 32-х" відправлений на довічне заслання до Сибіру.